# Lee Jae-sung (cầu thủ bóng đá, sinh năm 1992)
Đây là một tên người Triều Tiên, họ là Lee.
Lee Jae-sung (tiếng Hàn: 이재성; phát âm tiếng Hàn Quốc: [i.dʑɛ̝.sʌŋ] hoặc [i] [tɕɛ̝.sʌŋ]; Hán-Việt: Lý Tái Thành; sinh ngày 10 tháng 8 năm 1992) là cầu thủ bóng đá người Hàn Quốc thi đấu ở vị trí tiền vệ cho câu lạc bộ Bundesliga Mainz 05.

## Sự nghiệp
Lee gia nhập Jeonbuk Hyundai năm 2014 và ra mắt trong trận đấu tại Giải vô địch bóng đá các câu lạc bộ châu Á 2014 trước Yokohama F. Marinos ngày 26 tháng 2.
Tháng 7 năm 2018, Lee gia nhập đội bóng ở Giải hạng Hai Đức, câu lạc bộ Holstein Kiel theo bản hợp đồng có thời hạn ba năm cho đến ngày 30 tháng 6 năm 2021. Phí chuyển nhượng trả cho Jeonbuk được báo cáo là 1,5 triệu euro.

## Sự nghiệp quốc tế
Tháng 5 năm 2018, anh được gọi vào đội hình sơ loại 28 người của Hàn Quốc để tham dự Giải vô địch bóng đá thế giới 2018 ở Nga.

## Thống kê câu lạc bộ
Tính đến 29 tháng 5 năm 2021
| Câu lạc bộ             | Mùa giải            | Giải vô địch | Giải vô địch | Cúp FA  | Cúp FA    | Châu lục | Châu lục  | Khác    | Khác      | Tổng    | Tổng      |
| Câu lạc bộ             | Mùa giải            | Số trận      | Bàn thắng    | Số trận | Bàn thắng | Số trận  | Bàn thắng | Số trận | Bàn thắng | Số trận | Bàn thắng |
| ---------------------- | ------------------- | ------------ | ------------ | ------- | --------- | -------- | --------- | ------- | --------- | ------- | --------- |
| Jeonbuk Hyundai Motors | 2014                | 26           | 4            | 3       | 0         | 7        | 1         | —       | —         | 36      | 5         |
| Jeonbuk Hyundai Motors | 2015                | 34           | 7            | 1       | 0         | 9        | 2         | —       | —         | 44      | 9         |
| Jeonbuk Hyundai Motors | 2016                | 32           | 3            | 1       | 0         | 13       | 1         | 2       | 0         | 48      | 4         |
| Jeonbuk Hyundai Motors | 2017                | 28           | 8            | 0       | 0         | —        | —         | —       | —         | 28      | 8         |
| Jeonbuk Hyundai Motors | 2018                | 17           | 4            | 0       | 0         | 8        | 1         | —       | —         | 25      | 5         |
| Tổng cộng              | Tổng cộng           | 137          | 26           | 5       | 0         | 37       | 5         | 2       | 0         | 181     | 31        |
| Holstein Kiel          | 2018–19             | 29           | 5            | 2       | 0         | —        | —         | —       | —         | 31      | 5         |
| Holstein Kiel          | 2019–20             | 31           | 9            | 2       | 1         | —        | —         | —       | —         | 33      | 10        |
| Holstein Kiel          | 2020–21             | 33           | 5            | 5       | 2         | —        | —         | 1       | 40        | 8       |           |
| Tổng cộng              | Tổng cộng           | 93           | 19           | 9       | 3         | —        | —         | 2       | 1         | 104     | 23        |
| Tổng cộng sự nghiệp    | Tổng cộng sự nghiệp | 230          | 45           | 14      | 3         | 37       | 5         | 4       | 0         | 285     | 54        |

## Danh hiệu

### Câu lạc bộ
Jeonbuk Hyundai Motors
- Vô địch K League 1 (3): 2014, 2015, 2017
- Giải vô địch bóng đá các câu lạc bộ châu Á (1): 2016

### Cá nhân
- Đội hình tiêu biểu K League (3): 2015, 2016, 2017
- K League Young Player of the Year (1): 2015
- K League Most Valuable Player (1): 2017
- Cúp bóng đá Đông Á Most Valuable Player (1): 2017

### Quốc tế
Hàn Quốc
- Cúp bóng đá Đông Á (2): 2015, 2017

### Bàn thắng quốc tế
Tỉ số và kết quả liệt kê bàn thắng của Hàn Quốc trước
| #  | Ngày                 | Địa điểm                                        | Đối thủ              | Bàn thắng | Kết quả | Giải đấu                 |
| -- | -------------------- | ----------------------------------------------- | -------------------- | --------- | ------- | ------------------------ |
| 1  | 31 tháng 3 năm 2015  | Sân vận động World Cup Seoul, Seoul, Hàn Quốc   | New Zealand          | 1–0       | 1–0     | Giao hữu                 |
| 2  | 16 tháng 6 năm 2015  | Sân vận động Rajamangala, Băng Cốc, Thái Lan    | Myanmar              | 1–0       | 2–0     | Vòng loại World Cup 2018 |
| 3  | 3 tháng 9 năm 2015   | Sân vận động Hwaseong, Hwaseong, Hàn Quốc       | Lào                  | 8–0       | 8–0     | Vòng loại World Cup 2018 |
| 4  | 12 tháng 11 năm 2015 | Sân vận động World Cup Suwon, Suwon, Hàn Quốc   | Myanmar              | 1–0       | 4–0     | Vòng loại World Cup 2018 |
| 5  | 9 tháng 12 năm 2017  | Sân vận động Ajinomoto, Tokyo, Nhật Bản         | Trung Quốc           | 2–1       | 2–2     | Cúp bóng đá Đông Á 2017  |
| 6  | 1 tháng 6 năm 2018   | Sân vận động World Cup Jeonju, Jeonju, Hàn Quốc | Bosna và Hercegovina | 1–1       | 1–3     | Giao hữu                 |
| 7  | 7 tháng 9 năm 2018   | Sân vận động Goyang, Goyang, Hàn Quốc           | Costa Rica           | 1–0       | 2–0     | Giao hữu                 |
| 8  | 26 tháng 3 năm 2019  | Sân vận động World Cup Seoul, Seoul, Hàn Quốc   | Colombia             | 2–1       | 2–1     | Giao hữu                 |
| 9  | 16 tháng 11 năm 2021 | Sân vận động Thani bin Jassim, Doha, Qatar      | Iraq                 | 1–0       | 3–0     | Vòng loại World Cup 2022 |
| 10 | 6 tháng 1 năm 2024   | Sân vận động Đại học New York, Abu Dhabi, UAE   | Iraq                 | 1–0       | 1–0     | Giao hữu                 |
| 11 | 26 tháng 3 năm 2024  | Sân vận động Rajamangala, Băng Cốc, Thái Lan    | Thái Lan             | 1–0       | 3–0     | Vòng loại World Cup 2026 |
| 12 | 10 tháng 10 năm 2024 | Sân vận động Quốc tế Amman, Amman, Jordan       | Jordan               | 1–0       | 2–0     | Vòng loại World Cup 2026 |
| 13 | 15 tháng 10 năm 2024 | Sân vận động Yongin Mireu, Yongin, Hàn Quốc     | Iraq                 | 3–1       | 3–2     | Vòng loại World Cup 2026 |
| 14 | 25 tháng 3 năm 2025  | Sân vận động World Cup Suwon, Suwon, Hàn Quốc   | Jordan               | 1–0       | 1–1     | Vòng loại World Cup 2026 |
| 15 | 10 tháng 6 năm 2025  | Sân vận động World Cup Seoul, Seoul, Hàn Quốc   | Kuwait               | 4–0       | 4–0     | Vòng loại World Cup 2026 |